# Duripelta egmont
Duripelta egmont är en spindelart som beskrevs av Forster och Norman I. Platnick 1985. Duripelta egmont ingår i släktet Duripelta och familjen Orsolobidae. Inga underarter finns listade i Catalogue of Life.